# Успено-Раївка
Успено-Раївка (рос. Успено-Раевка) — присілок в Касторенському районі Курської області Російської Федерації.
Населення становить 162 особи. Входить до складу муніципального утворення Лачиновська сільрада.

## Історія
Населений пункт розташований на території українського етнічного та культурного краю Східна Слобожанщина.
Від 2004 року входить до складу муніципального утворення Лачиновська сільрада.

## Населення
| 2002 | 2010 |
| ---- | ---- |
| 222  | ↘162 |